# 19 de dezembro
19 de dezembro é o 353.º dia do ano no calendário gregoriano (354.º em anos bissextos). Faltam 12 dias para acabar o ano.

## Eventos históricos

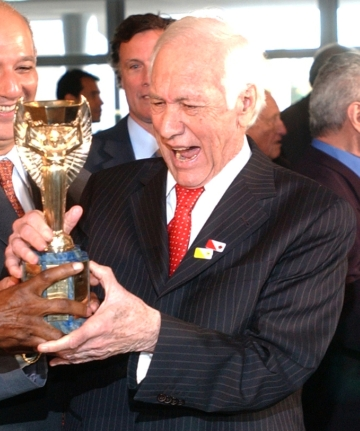
1983: Roubo da Taça Jules Rimet

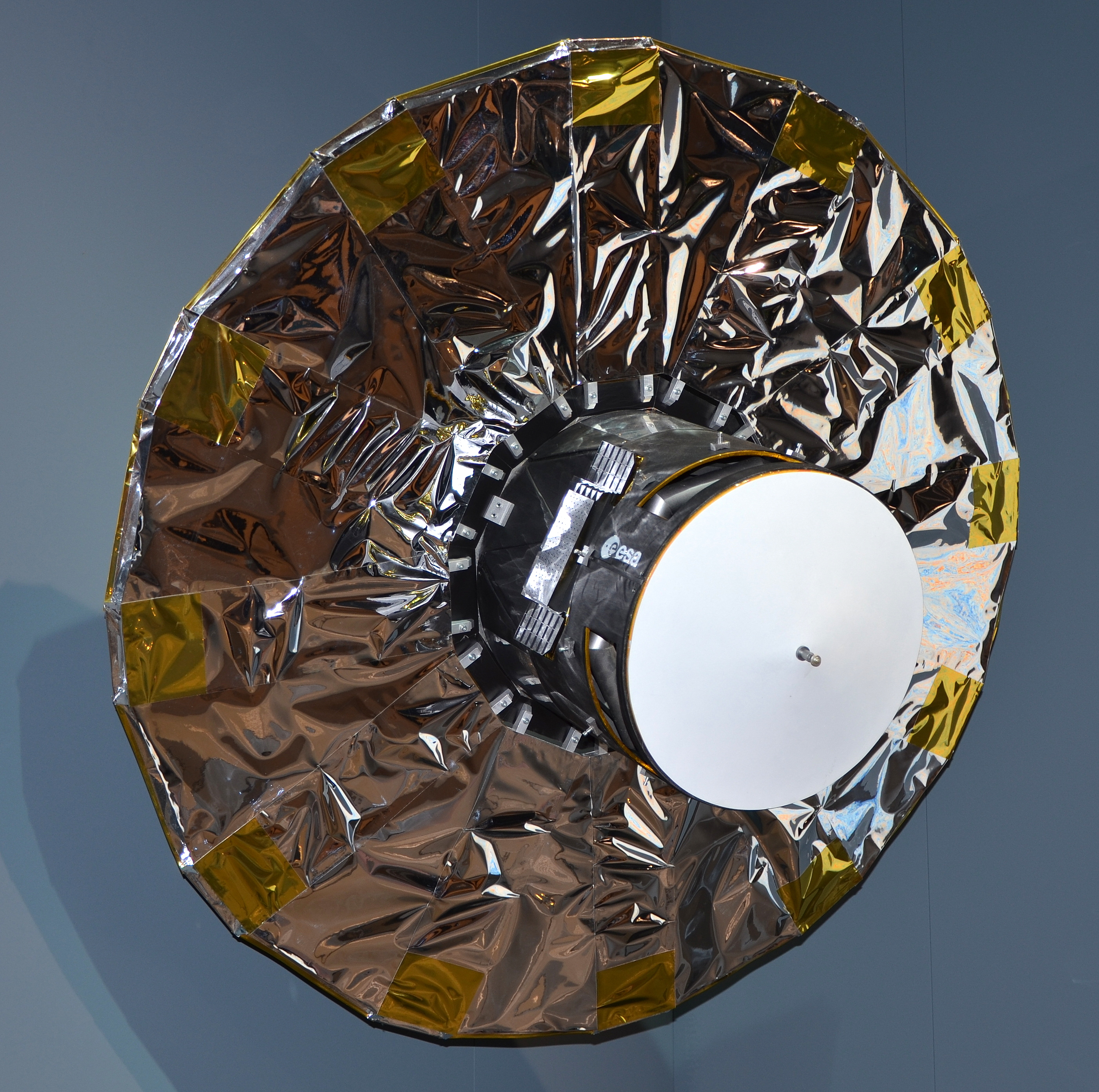
2013: Lançamento da nave espacial Gaia

- 0324 — Licínio abdica sua posição como Imperador Romano.
- 1154 — Henrique II da Inglaterra é coroado na Abadia de Westminster, ao lado da esposa, Leonor da Aquitânia.[1]
- 1187 — Paolo Scolari é eleito Papa Clemente III.
- 1490 — Ana, Duquesa da Bretanha, é casada com Maximiliano I, Sacro Imperador Romano por procuração.[2]
- 1562 — A Batalha de Dreux ocorre durante as Guerras Religiosas Francesas.[3]
- 1606 — Os navios Susan Constant, Godspeed e Discovery partem da Inglaterra carregando colonos que fundaram, em Jamestown, Virgínia, a primeira das treze colônias que se tornaram os Estados Unidos.
- 1793 — Tabela cronológica da Revolução Francesa: os ingleses evacuam Toulon.
- 1796 — Guerras revolucionárias francesas: duas fragatas britânicas comandadas pelo comodoro Horatio Nelson e duas fragatas espanholas comandadas pelo comodoro Don Jacobo Stuart travam uma batalha na costa de Múrcia.[4]
- 1853 — Emancipação política do Paraná: a província do Paraná é instalada, separando-se da província de São Paulo.
- 1900 — O parlamento francês vota anistia para todos os envolvidos no escandaloso julgamento por traição do exército conhecido como caso Dreyfus.[5]
- 1912
  - Fundação da Universidade Federal do Paraná, atualmente, a mais antiga universidade do Brasil.
  - William Van Schaick, capitão do navio a vapor General Slocum, que pegou fogo e matou mais de mil pessoas, é perdoado pelo presidente dos Estados Unidos, William Howard Taft, depois de três anos e meio na prisão de Sing Sing.
- 1920 — Rei Constantino I da Grécia é restaurado rei dos Gregos após a morte de seu filho, o rei Alexandre I da Grécia.
- 1924
  - O assassino em série alemão Fritz Haarmann é condenado à morte por uma série de assassinatos.
  - O último Rolls-Royce Silver Ghost é vendido em Londres, Inglaterra.
- 1927 — Stalin condena Trotsky a deportação.
- 1929 — O Congresso Nacional Indiano promulga o Purna Swaraj (a Declaração da Independência da Índia).[6]
- 1941 — Segunda Guerra Mundial: Adolf Hitler autoproclama-se chefe do Alto Comando do Exército.
- 1943 — Segunda Guerra Mundial: missão de vanguarda de oficiais brasileiros chega a Nápoles, na Itália.
- 1946 — Início da Primeira Guerra da Indochina.
- 1954 — O Palácio Iguaçu é inaugurado em Curitiba para ser a sede do governo do estado do Paraná e compor o primeiro Centro Cívico do Brasil.
- 1960 — Projeto Mercury: primeiro voo da nave Mercury com o foguete Redstone.
- 1961 — Índia anexa Damão e Diu, parte do Estado Português da Índia.
- 1963 — Cronologia da descolonização de África: independência do Zanzibar.
- 1967 — Harold Holt, o primeiro-ministro da Austrália, é oficialmente dado como morto.
- 1972 — Programa Apollo: o último voo lunar tripulado, Apollo 17, com Eugene Cernan, Ronald Evans e Harrison Schmitt a bordo, retorna à Terra.
- 1977 — O terremoto de Bob-Tangol 5,8 Mw atinge a província de Kerman, no Irã, destruindo aldeias e matando entre 584 e 665 pessoas.[7]
- 1983 — O troféu original da Copa do Mundo FIFA, a Taça Jules Rimet, é roubado da sede da Confederação Brasileira de Futebol no Rio de Janeiro, Brasil.
- 1984 — A Declaração Conjunta Sino-Britânica, declarando que a China retomaria o exercício da soberania sobre Hong Kong e o Reino Unido restauraria Hong Kong para a China a partir de 1 de julho de 1997, é assinada em Pequim, na China, por Deng Xiaoping e Margaret Thatcher.
- 1986 — Mikhail Gorbachev, Secretário-geral do Partido Comunista da União Soviética, liberta Andrei Sakharov e sua esposa do exílio em Gorky.
- 1989 — Esporte Clube Pinheiros e Colorado Esporte Clube fundem-se, e é fundado em Curitiba o Paraná Clube. Utilizando o vermelho do Colorado e o azul do Pinheiros.
- 1997 — O voo SilkAir 185 cai no rio Musi, perto de Palimbão, na Indonésia, matando 104 pessoas.
- 1998 — O presidente Bill Clinton sofre impeachment pela Câmara dos Representantes dos Estados Unidos, tornando-se o segundo presidente dos Estados Unidos a sofrer impeachment.
- 2001
  - Crise econômica argentina: Protestos em dezembro: revoltas eclodem em Buenos Aires, Argentina.
  - Um recorde de pressão barométrica de 1 085,6 hectopascais (32,06 inHg) é registrado em Tosontsengel, Khövsgöl, Mongólia.
- 2005 — O voo 101 da Chalk Ocean Airways cai no canal Government Cut imediatamente após a decolagem da Base de Hidroaviões de Miami, matando 20 pessoas.
- 2012 — Park Geun-hye é eleita a primeira mulher presidente da Coreia do Sul.
- 2013 — A nave espacial Gaia é lançada pela Agência Espacial Europeia.
- 2016
  - O embaixador russo na Turquia, Andrei Karlov, é assassinado em uma exposição de arte em Ancara. O assassino, Mevlüt Mert Altıntaş, é baleado e morto por guardas turcos.
  - Um ataque veicular em Berlim, Alemanha, mata e fere várias pessoas em um mercado de Natal.
- 2021 — Gabriel Boric é eleito presidente do Chile após vencer José Antonio Kast no segundo turno das eleições presidenciais chilenas.[8]

## Nascimentos

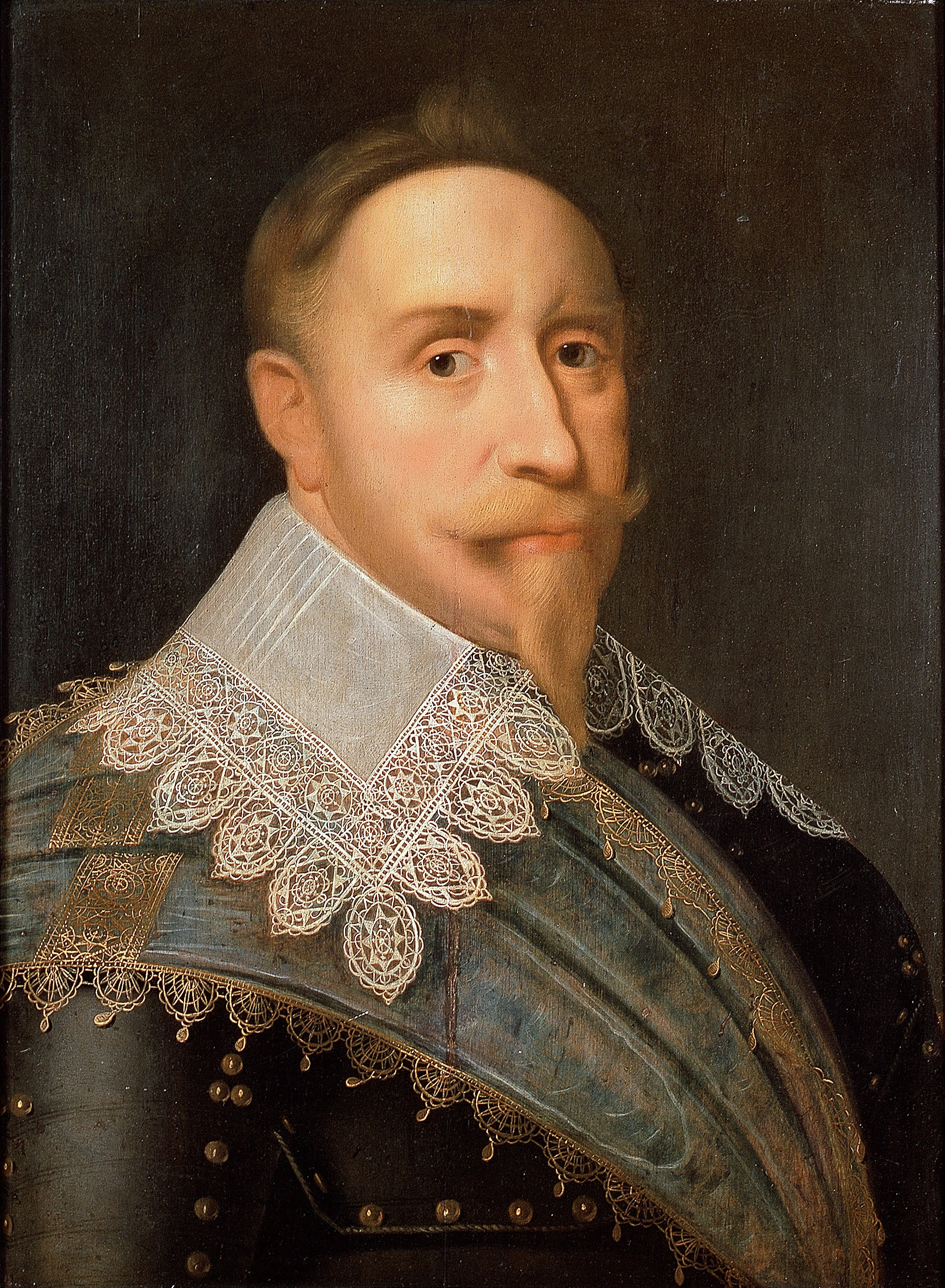
Gustavo II Adolfo da Suécia

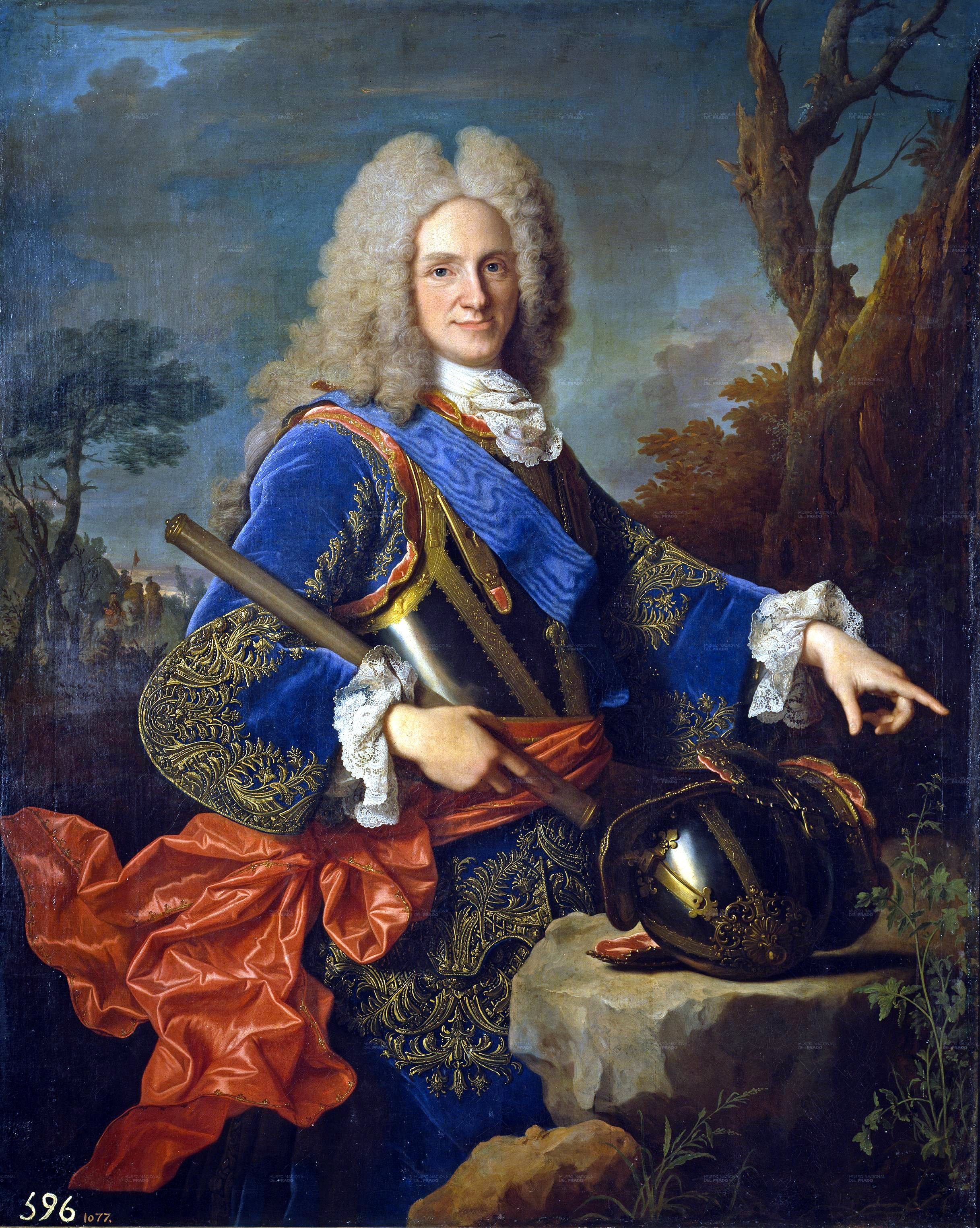
Filipe V de Espanha

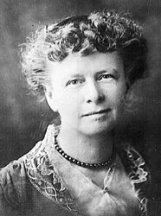
Eleanor H. Porter

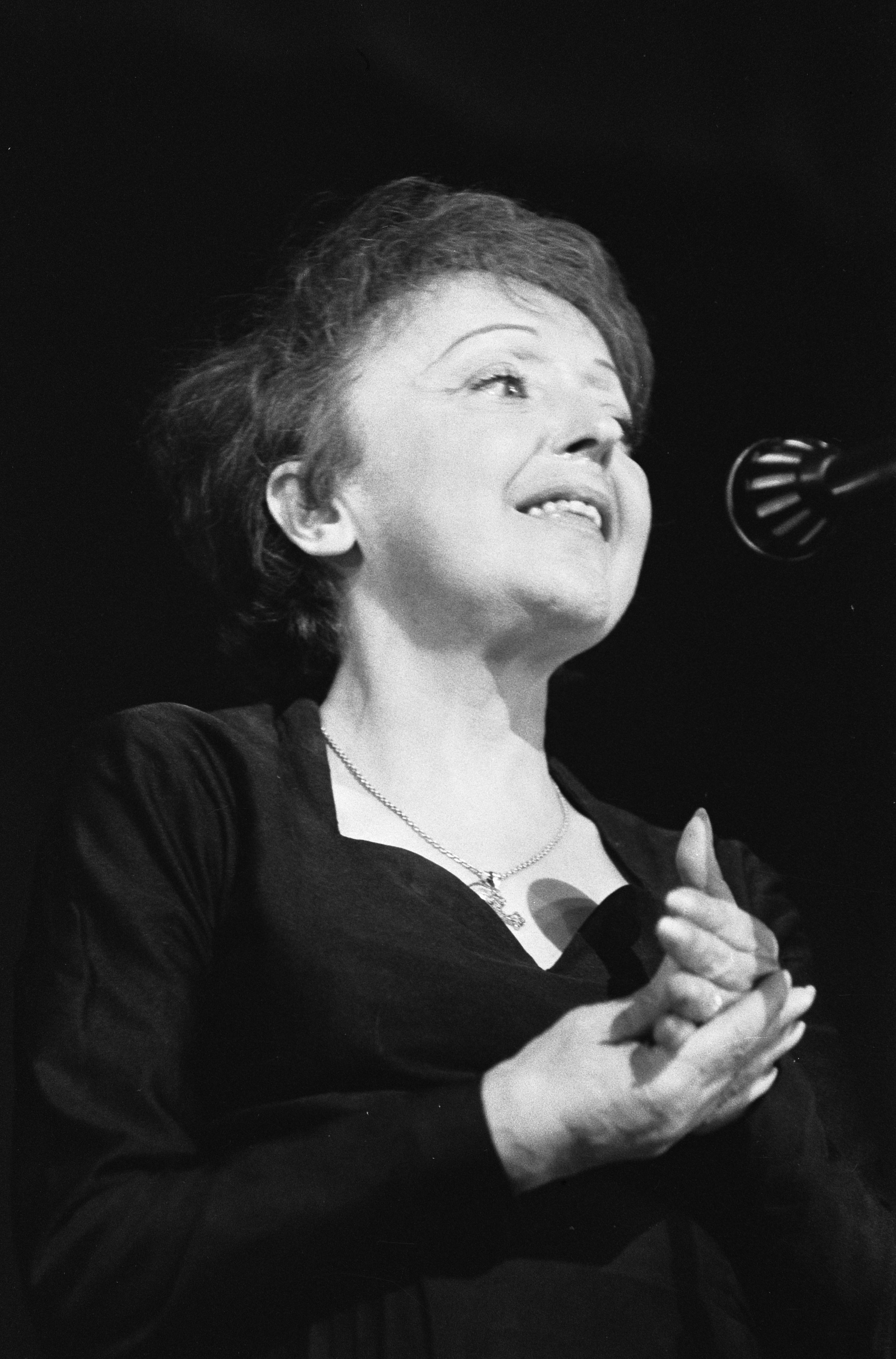
Édith Piaf

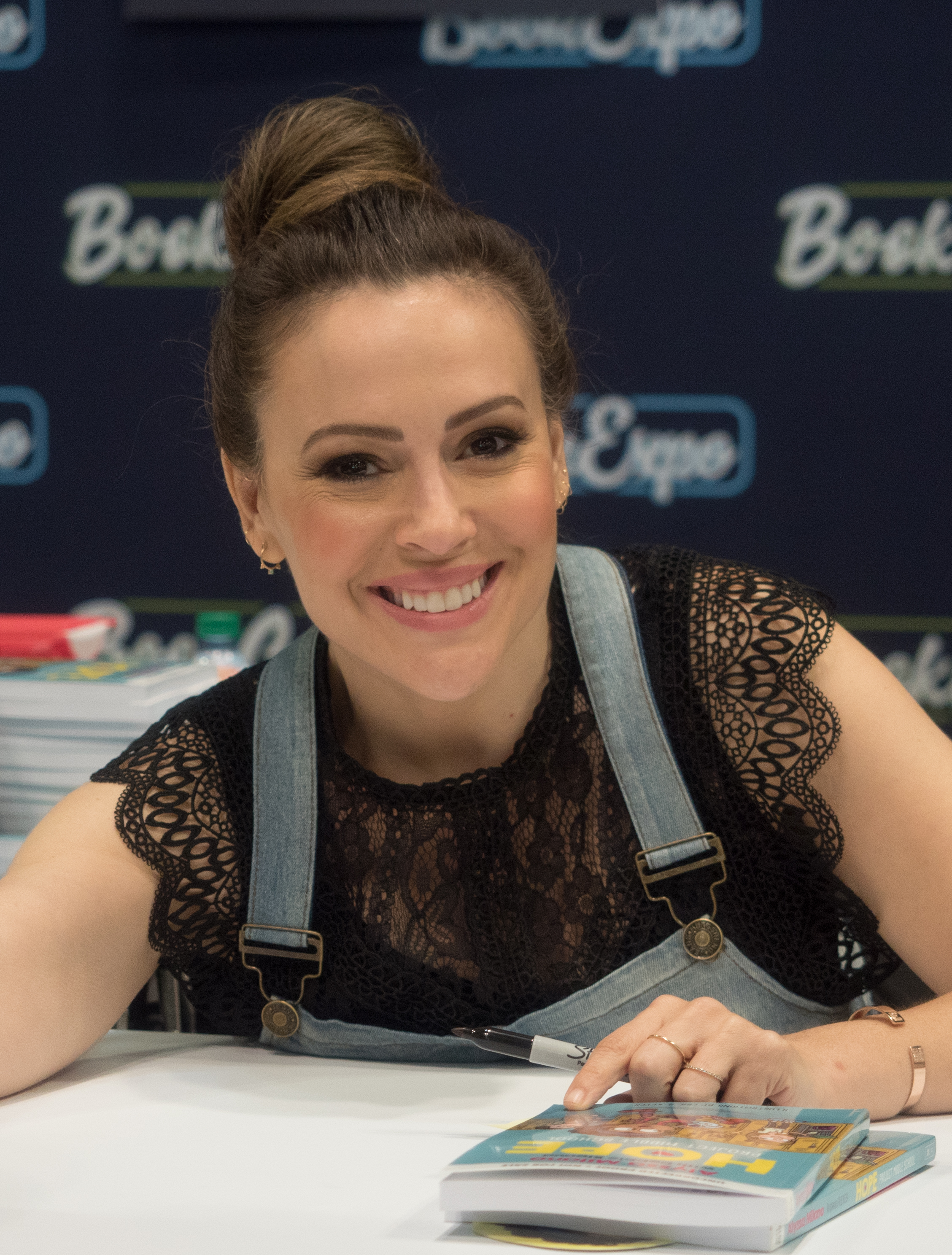
Alyssa Milano

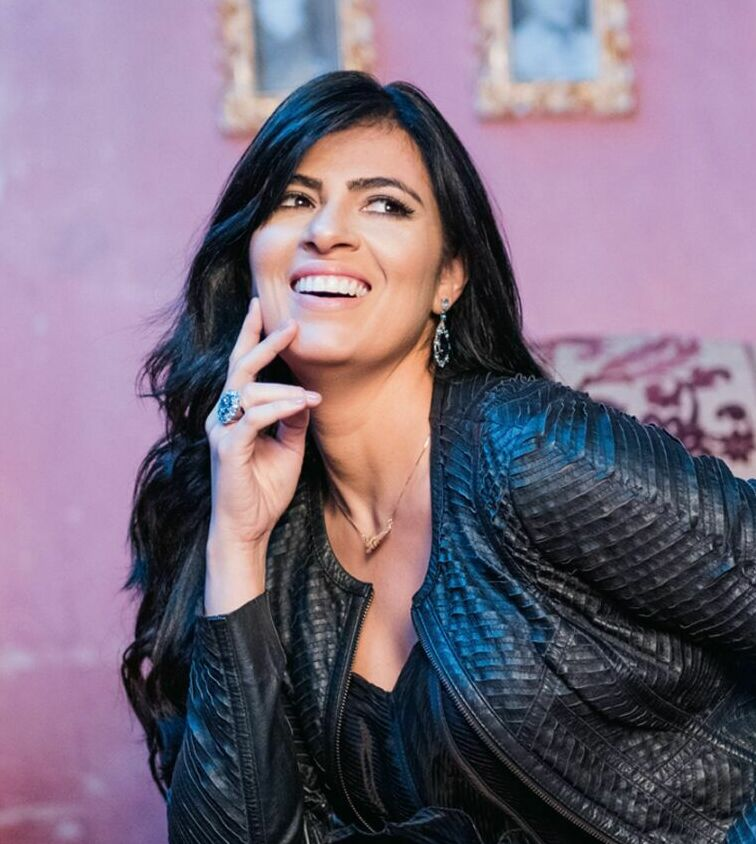
Fernanda Brum

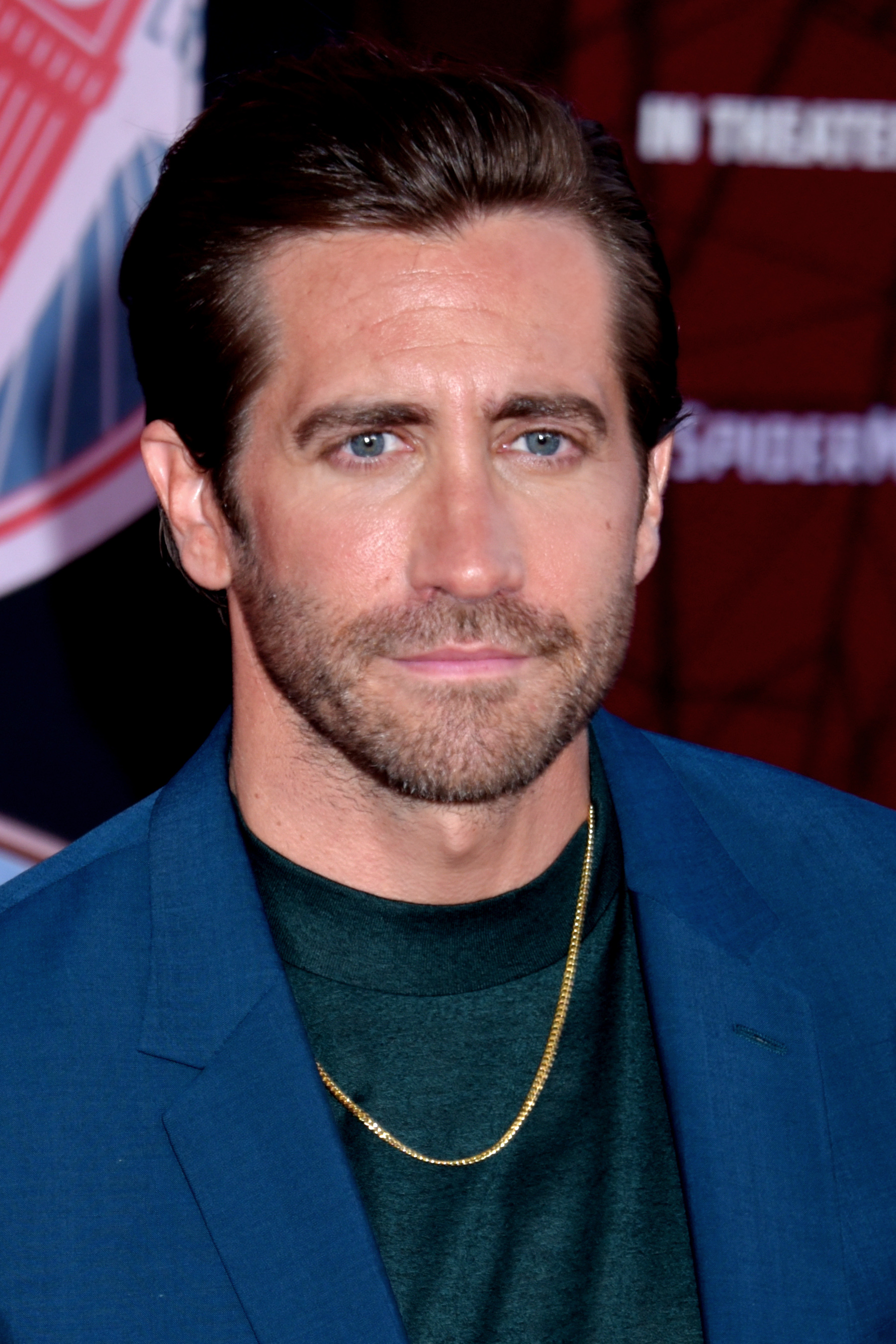
Jake Gyllenhaal

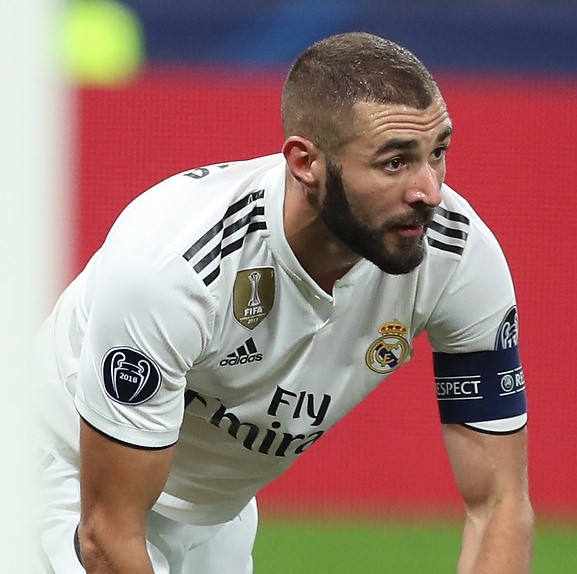
Karim Benzema

### Anterior ao século XIX
- 1498 — Andreas Osiander, o Velho, teólogo alemão (m. 1552).
- 1554 — Filipe Guilherme, Príncipe de Orange (m. 1618).
- 1586 — Doroteia Sofia, Abadessa de Quedlimburgo (m. 1645).
- 1594 — Gustavo II Adolfo da Suécia (m. 1632).
- 1683 — Filipe V de Espanha (m. 1746).
- 1778 — Maria Teresa Carlota de França (m. 1851).

### Século XIX
- 1813 — Thomas Andrews, cientista irlandês (m. 1885).
- 1814
  - Edwin M. Stanton, político e advogado norte-americano (m. 1869).
  - Maria Antónia das Duas Sicílias (m. 1898).
- 1829 — Ludwig Adolph Timotheus Radlkofer, taxonomista e botânico alemão (m. 1927).
- 1832 — John Kirk, explorador e naturalista britânico (m. 1922).
- 1845 — Henri Joseph Anastase Perrotin, astrônomo francês (m. 1904).
- 1849 — Henry Clay Frick, industrial norte-americano (m. 1919).
- 1852 — Albert Abraham Michelson, físico polaco-estadunidense (m. 1931).
- 1863 — Italo Svevo, escritor italiano (m. 1928).
- 1868
  - Paul Lebeau, químico francês (m. 1959).
  - Eleanor H. Porter, romancista norte-americana (m. 1920).
  - Théodore Steeg, político francês (m. 1950).
- 1875 — Mileva Marić, física e matemática austro-húngara (m. 1948).
- 1877 — Paulina de Württemberg (m. 1965).
- 1879 — Beals Wright, tenista norte-americano (m. 1961).
- 1882
  - Bronisław Huberman, violinista polonês (m. 1947).
  - Ralph DePalma, automobilista ítalo-americano (m. 1956).
- 1884 — Antonín Zápotocký, político tcheco (m. 1957).
- 1888 — Fritz Reiner, maestro húngaro-americano (m. 1963).
- 1891 — Edward Bernard Raczyński, diplomata, escritor e político polonês (m. 1993).
- 1892 — Mikola Kuliş, prosador, dramaturgo e pedagogo ucraniano (m. 1937).
- 1897 — Vasco Ronchi, físico italiano (m. 1988).
- 1899 — Martin Luther King, político e ativista norte-americano (m. 1984).

### Século XX

#### 1901–1950
- 1901
  - Oliver La Farge, escritor e antropólogo norte-americano (m. 1963).
  - Rudolf Hell, inventor alemão (m. 2002).
- 1902 — Ralph Richardson, ator britânico (m. 1983).
- 1903
  - Pauline Curley, atriz norte-americana (m. 2000).
  - François Perroux, economista francês (m. 1987).
- 1906 — Leonid Brejnev, político soviético (m. 1982).
- 1907 — Vasja Pirc, enxadrista esloveno (m. 1980).
- 1908 — Anne Anastasi, psicóloga norte-americana (m. 2001).
- 1910
  - Jean Genet, escritor e dramaturgo francês (m. 1986).
  - Billie Yorke, tenista britânica (m. 2000).
  - José Lezama Lima, ensaísta e escritor cubano (m. 1976).
- 1911 — Gusztáv Juhász, futebolista romeno (m. 2003).
- 1912 — Gerhard Schöpfel, aviador alemão (m. 2003).
- 1913 — Juan Landázuri Ricketts, cardeal peruano (m. 1997).
- 1914 — Mel Shaw, roteirista e diretor de animação norte-americano (m. 2012).
- 1915 — Édith Piaf, cantora e atriz francesa (m. 1963).
- 1916
  - Manoel de Barros, poeta brasileiro (m. 2014).
  - Alan Walsh, físico britânico (m. 1998).
- 1917 — Graham Sharp, patinador artístico britânico (m. 1995).
- 1918 — Professor Longhair, músico norte-americano (m. 1980).
- 1921 — Wu Xueqian, político e diplomata chinês (m. 2008).
- 1924
  - Cicely Tyson, atriz norte-americana (m. 2021).
  - Alexandre O'Neill, escritor português (m. 1986).
  - Michel Tournier, escritor francês (m. 2016).
- 1925
  - Lélis Lara, religioso brasileiro (m. 2016).
  - Tankred Dorst, dramaturgo alemão (m. 2017).
  - Rabah Bitat, político argelino (m. 2000).
- 1927 — Gao Yaojie, ginecologista chinesa (m. 2023).
- 1928
  - Rubens Minelli, treinador de futebol brasileiro (m. 2023).
  - Nathan Oliveira, artista plástico norte-americano (m. 2010).
- 1929 — Lorenzo Buffon, ex-futebolista italiano.
- 1930
  - Wally Olins, profissional de branding britânico (m. 2014).
  - Georg Stollenwerk, futebolista alemão (m. 2014).
- 1931 — Marianne Koch, atriz alemã.
- 1932 — Américo Raposo, ciclista português (m. 2021).
- 1934
  - Rudi Carrell, ator e cantor neerlandês (m. 2006).
  - Pratibha Patil, política indiana.
  - Antonio Mazzone, político italiano (m. 2022).
  - Ignacio Pérez, futebolista colombiano (m. 2009).
- 1937 — Barry Mazur, matemático norte-americano.
- 1940
  - Phil Ochs, cantor e compositor norte-americano (m. 1976).
  - Zvonko Bego, futebolista croata (m. 2018).
- 1941
  - Lee Myung-bak, político sul-coreano.
  - Maurice White, músico norte-americano (m. 2016).
- 1942
  - María Martha Serra Lima, cantora argentina (m. 2017).
  - Milan Milutinović, político e diplomata sérvio (m. 2023).
- 1943
  - Jimmy Mackay, futebolista australiano (m. 1998).
  - Mulatu Astatke, músico etíope.
  - Sam Kelly, ator britânico (m. 2014).
- 1944 — Alvin Lee, cantor e guitarrista britânico (m. 2013).
- 1945
  - Paulo Rogério Amoretty Souza, advogado brasileiro (m. 2007)
  - Jack Fisk, diretor de arte norte-americano.
- 1946
  - Willie Johnston, ex-futebolista britânico.
  - Robert Urich. ator norte-americano (m. 2002).
- 1947 — Jimmy Bain, compositor e baixista britânico (m. 2016).
- 1948 — Enemésio Ângelo Lazzaris, religioso brasileiro (m. 2020).
- 1949
  - Jupp Kapellmann, ex-futebolista alemão.
  - Carlos Gomes Júnior, político guineense.
  - Claudia Kolb, ex-nadadora norte-americana.
  - Nasser Hejazi, futebolista e treinador de futebol iraniano (m. 2011)
- 1950 — Fredis Refunjol, político arubano.

#### 1951–2000
- 1951
  - Migueli, ex-futebolista espanhol.
  - Fred Leslie, astronauta norte-americano.
- 1952 — Linda Woolverton, escritora e roteirista norte-americana.
- 1953 — Michal Klasa, ex-ciclista tcheco.
- 1954 — Maurice Moutat,ex-ciclista olímpico camaronês.
- 1955
  - Thaisa Storchi Bergmann, astrofísica brasileira.
  - Marek Dziuba, ex-futebolista polonês.
  - Alfredo Castro, diretor, roteirista e ator chileno.
  - Rob Portman, empresário e político norte-americano.
- 1956 — Jens Fink-Jensen, escritor e fotógrafo dinamarquês.
- 1957
  - Michael Fossum, astronauta norte-americano.
  - Joan Tuset Suau, pintor e escultor espanhol.
  - Satoru Otomo, astrônomo japonês.
  - John Gulager, ator, diretor e cinegrafista norte-americano.
- 1958 — Limahl, cantor britânico.
- 1959 — Jonathan McKee, velejador norte-americano.
- 1961
  - Mauro Galvão, ex-futebolista e ex-treinador de futebol brasileiro.
  - Eric Allin Cornell, físico estadunidense.
  - Soane Patita Paini Mafi, cardeal tonganês.
  - Regina Ribeiro, enxadrista brasileira.
  - Graham King, produtor de cinema britânico.
- 1962 — Thierry Bourguignon, exciclista francês.
- 1963
  - Jennifer Beals, atriz norte-americana.
  - Til Schweiger, ator, produtor e roteirista alemão.
- 1964
  - Pavel Yakovenko, ex-futebolista e treinador de futebol ucraniano.
  - Béatrice Dalle, atriz francesa.
  - Arvydas Sabonis, ex-jogador de basquete lituano.
- 1965
  - Jessica Steen, atriz canadense.
  - Jorge Paixão, ex-futebolista e treinador de futebol português.
- 1966 — Robert MacNaughton, ex-ator norte-americano.
- 1967
  - Criss Angel, ilusionista e ator norte-americano.
  - Roland Hennig, ex-ciclista alemão.
  - Jens Lehmann, ex-ciclista alemão.
- 1968 — Ken Marino, ator norte-americano.
- 1969
  - Kristy Swanson, atriz norte-americana.
  - Richard Hammond, apresentador de televisão britânico.
  - Adriana Prado, atriz brasileira.
  - Renato Buso, ex-futebolista e treinador de futebol italiano.
- 1970
  - Tyson Beckford, modelo e ator norte-americano.
  - Nagaru Tanigawara, escritor e desenhista japonês.
  - Ranielli, ex-futebolista brasileiro.
  - Hideki Kamiya, designer de games japonês.
- 1972
  - Alyssa Milano, atriz e cantora norte-americana.
  - Hady Khashaba, ex-futebolista egípcio.
  - Rosa Blasi, atriz norte-americana.
- 1973
  - Takashi Sorimachi, ator japonês.
  - Cássia Ávila, modelo brasileira.
- 1974 — Jasmila Žbanić, diretora, roteirista e produtora de cinema bósnia.
- 1975
  - Olivier Tébily, ex-futebolista marfinense.
  - Dig Dutra, atriz, pintora e apresentadora brasileira.
- 1976
  - Theo Lucius, ex-futebolista neerlandês.
  - Carlos Fangueiro, ex-futebolista e treinador de futebol português.
  - Fernanda Brum, cantora brasileira.
- 1977
  - Jorge Garbajosa, ex-jogador de basquete espanhol.
  - Kerstin Szymkowiak, piloto de skeleton alemã.
  - Agustina Lecouna, atriz argentina.
- 1978
  - Pierre Wajoka, ex-futebolista neocaledônio.
  - Wisin, cantor porto-riquenho.
- 1980
  - Fabian Bourzat, patinador artístico francês.
  - Jake Gyllenhaal, ator norte-americano.
  - Jaakko Nyberg, ex-futebolista finlandês.
  - Fernanda Oliveira, iatista brasileira.
  - Marla Sokoloff, atriz norte-americana.
  - Roberta Sá, cantora brasileira.
  - Zdeněk Šenkeřík, ex-futebolista tcheco.
- 1981 — Pedro Tourinho, médico e político brasileiro.
- 1982
  - Moeko Matsushita, cantora e atriz japonesa.
  - Annabella Piugattuk, atriz canadense.
  - Fanuel Massingue, ex-futebolista moçambicano.
- 1983 — Casey Crescenzo, cantor americano.
- 1984
  - Carina Beduschi, ex-modelo e arquiteta brasileira.
  - Konrad Wasielewski, remador polonês.
  - Chen Yibing, ginasta chinês.
- 1985
  - Jocelyn Ahouéya, ex-futebolista beninense.
  - Lady Sovereign, cantora britânica.
  - Gary Cahill, ex-futebolista britânico.
  - Tadanari Lee, ex-futebolista japonês.
  - Roberto César, ex-futebolista brasileiro.
- 1986
  - Ryan Babel, ex-futebolista neerlandês.
  - Renato Góes, ator brasileiro.
  - Lazaros Christodoulopoulos, futebolista grego.
  - Julieth Restrepo, atriz colombiana.
  - Miguel Lopes, futebolista português.
- 1987
  - Karim Benzema, futebolista francês.
  - Bárbara Coelho, jornalista e apresentadora de televisão brasileira.
  - Shuko Aoyama, tenista japonesa.
  - Ronan Farrow, jornalista e ativista norte-americano.
- 1988
  - Alexis Sánchez, futebolista chileno.
  - Emma Berglund, futebolista sueca.
- 1989 — Luis Páez, futebolista paraguaio (m. 2019).
- 1990
  - Siyoum Tesfaye, futebolista etíope.
  - Anastasia Baryshnikova, taekwondista russa.
  - Tiago Volpi, futebolista brasileiro.
- 1991
  - Jorge Blanco, ator e cantor mexicano.
  - Keiynan Lonsdale, ator, dançarino e cantor australiano.
  - Declan Galbraith, cantor e compositor britânico.
  - Steven Berghuis, futebolista neerlandês.
- 1992 — Iker Muniain, futebolista espanhol.
- 1993
  - Leonardo Bittencourt, futebolista alemão.
  - Ali Adnan Kadhim, futebolista iraquiano.
- 1994
  - M'Baye Niang, futebolista francês.
  - Estelle Balet, snowboarder suíça (m. 2014).
  - Kim Dong-jun, futebolista sul-coreano.
- 1996
  - Franck Kessié, futebolista marfinense.
  - Jake Wesley Rogers, cantor, compositor e músico norte-americano.
  - Mouctar Diakhaby, futebolista francês.
- 1997
  - Fikayo Tomori, futebolista britânico.
  - Matheus Henrique, futebolista brasileiro.
  - Gabriel Magalhães, futebolista brasileiro.
  - Koki Kano, esgrimista japonês.
- 1998
  - King Princess, cantora norte-americana.
  - Nasser Al-Dawsari, futebolista saudita.
- 1999 — Anthony Likiliki, futebolista tonganês.
- 2000 — Christian Roberto Alves Cardoso, futebolista brasileiro.

### Século XXI
- 2001 — Lena Oberdorf, futebolista alemã.

## Mortes

### Anterior ao século XIX
- 0401 — Papa Anastácio I (n. 340).
- 1103 — Humberto II de Saboia (n. 1071).
- 1370 — Papa Urbano V (n. 1310).
- 1659 — Ana Sofia de Brandemburgo, nobre alemã (n. 1598).
- 1741 — Vitus Bering, explorador dinamarquês (n. 1680).

### Século XIX
- 1848 — Emily Brontë, escritora e poetisa britânica (n. 1818).
- 1851 — William Turner, pintor britânico (n. 1775).

### Século XX
- 1915 — Alois Alzheimer, neurologista alemão (n. 1864).
- 1940 — Kyösti Kallio, político finlandês (n. 1873).
- 1944 — Abbas II do Egito (n. 1874).
- 1952 — Robert Andrews Millikan, físico estadunidense (n. 1868).
- 1954 — Celso Vieira, escritor brasileiro (n. 1878).
- 1969 — Mirene Cardinalli, cantora portuguesa (n. 1942).
- 1977 — Ellen Brockhöft, patinadora artística alemã (n. 1898).
- 1983 — Maurício Oscar da Rocha e Silva foi um médico brasileiro (n. 1910).
- 1986 — Avelar Brandão Vilela, cardeal brasileiro (n. 1912).
- 1990 — Rubem Braga, escritor brasileiro (n. 1913).
- 1992 — H.L.A. Hart, filósofo britânico (n. 1907].
- 1993 — Robson Jorge, compositor brasileiro (n. 1954).
- 1994 — Pedro Collor de Mello, empresário e político brasileiro (n. 1952).
- 1996 — Marcello Mastroianni, ator italiano (n. 1924).
- 1999 — Desmond Llewelyn, ator britânico (n. 1914).
- 2000 — Pierre Allain, alpinista francês (n. 1904).

### Século XXI
- 2004
  - Geraldo Lapenda, filólogo brasileiro (n. 1925).
  - Herbert Charles Brown, químico britânico (n. 1912).
- 2005 — Vincent Gigante, pugilista e mafioso norte-americano (n. 1928).
- 2008
  - Bernard Crick, teórico político britânico (n. 1929).
  - Nancy Wanderley, atriz e comediante brasileira (n. 1927).
  - Sam Tingle, automobilista zimbabuense (n. 1921).
- 2009 — Lincoln Gordon, embaixador norte-americano (n. 1913).
- 2010 — Lupe Gigliotti, atriz e diretora teatral brasileira (n. 1926).
- 2011 — Héctor Núñez, futebolista e treinador de futebol uruguaio (n. 1936).
- 2013 — Haroldo Marinho Barbosa, cineasta e roteirista brasileiro (n. 1944).
- 2014 — Barbara Jones, cantora jamaicana (n. 1952).
- 2015 — Selma Reis, cantora brasileira (n. 1960).
- 2017 — Clifford Irving, escritor norte-americano (n. 1930).
- 2019 — Alba Zaluar, antropóloga brasileira (n. 1942).
- 2021 — Johnny Isakson, político norte-americano (n. 1942).
- 2022 — Claudisabel, cantora portuguesa (n. 1976).

## Feriados e eventos cíclicos

### Brasil
- Aniversário da emancipação política do Paraná
- Aniversário do município de Coronel João Pessoa, no Rio Grande do Norte
- Aniversário do município de Autazes, no Amazonas
- Aniversário do município de Gurinhém, na Paraíba

### Cristianismo
- Papa Anastácio I
- Papa Urbano V

## Outros calendários
- No calendário romano era o 14.º dia (XIV) antes das calendas de janeiro.
- No calendário litúrgico tem a letra dominical C para o dia da semana.
- No calendário gregoriano a epacta do dia é ii.